# Alphonse De Becker
Alphonse-Vincent-Lambert-Désiré De Becker (Leuven, 5 april 1826 - Brussel, 29 november 1895) was een Belgisch advocaat en politicus.

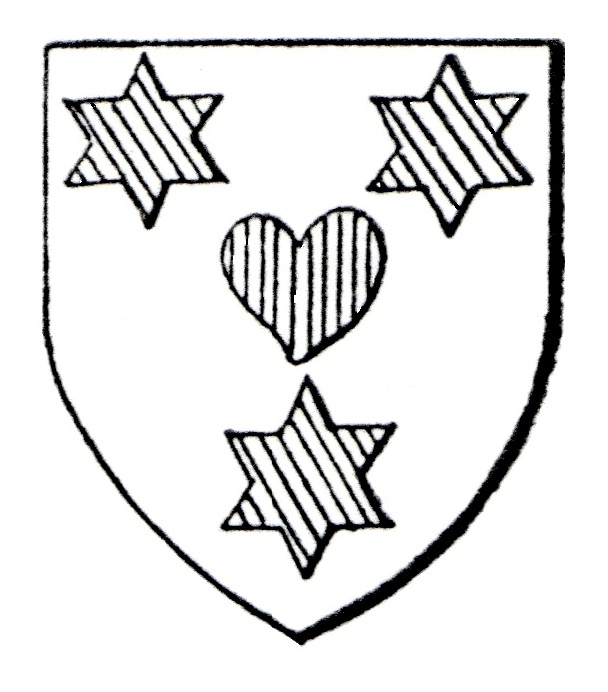
In Aethere Cor (Hart in de hemel). Wapens en motto van de familie de Becker.

## Levensloop
De Becker was de zoon van Jean-Baptiste De Becker, advocaat, gemeenteraadslid van Leuven en provincieraadslid voor Brabant, en van Félicité Le Clercqz. Hij was getrouwd met Marie-Antoinette Mascart, dochter van Julien Mascart, stafhouder van de Orde van advocaten bij het Hof van Beroep in Brussel.
Hij was de broer van volksvertegenwoordiger Emile De Becker en de volle neef van Auguste-Antoine De Becker, vader van baron Auguste de Becker Remy 1862-1930), volksvertegenwoordiger en senator.
De Becker behaalde het diploma van doctor in de rechten aan de Katholieke Universiteit Leuven. Hij legde de eed als advocaat af op 16 oktober 1848. Van 1857 tot aan zijn dood was hij advocaat bij het Hof van Cassatie in Brussel. Hij was stafhouder van de Orde van advocaten bij het Hof van Cassatie in 1881-1883.
Hij werd in 1879 verkozen tot katholiek volksvertegenwoordiger voor het arrondissement Leuven, in opvolging van Emile De Becker en bekleedde dit mandaat tot in 1888.